# LiAngelo Ball
LiAngelo Robert Ball (* 24. November 1998 in Anaheim, Kalifornien) ist ein US-amerikanischer Basketballspieler. Als High-School-Junior an der Chino Hills High School gewann er mit seinen beiden Brüdern die California Interscholastic Federation (CIF) im Jahr 2016. Er ist der Sohn des ehemaligen NFL-Spielers LaVar Ball und der jüngere Bruder des aktuellen NBA-Spielers Lonzo Ball sowie der ältere Bruder des ebenfalls in der NBA spielenden LaMelo Ball. Er spielt derzeit mit einem non-guaranteed-contract bei den Charlotte Hornets in der NBA.

## Jugend
Ball wurde in Anaheim als Sohn der beiden ehemaligen College-Basketball-Spieler LaVar und Tina Ball geboren. Sein Vater LaVar spielte auch professionell American Football für die London Monarchs in der World League of American Football und in Practice Squads der NFL.
Liangelo begann schon früh mit seinen Brüdern Lonzo und LaMelo Basketball zu spielen. Lange Zeit spielte das Trio in Teams, die von ihrem Vater trainiert wurden.

## High School
Ball spielte Basketball an der Chino Hills High School in Chino Hills Kalifornien, wo er in den ersten drei Jahren der Highschool mit seinem älteren Bruder Lonzo Ball spielte. In seinem Junior-Jahr erzielte er durchschnittlich 27,4 Punkte pro Spiel und half Chino Hills dabei, einen perfekten 35:0-Rekord zu erzielen, der in der CIF State Open Division Championship 2016 gipfelte. Sein jüngerer Bruder, Neuling LaMelo, war ebenso im Team wie Cousin Andre Ball. Im nächsten Jahr erzielte Ball durchschnittlich 33,8 Punkte pro Spiel. Dies verhalf seiner High-School-Mannschaft zu einem 30:3-Rekord und führte die Mannschaft bis ins CIF Southern Section Open Division Semifinal. Seine Senior-Saison zeichnete sich durch einige hochkarätige Leistungen aus, darunter ein 72-Punkte Spiel.

## College
Ball wechselte nach der High School zur University of California, Los Angeles (UCLA) und sollte dort für das Basketballteam der UCLA Bruins spielen. Er spielte jedoch nur ein Testspiel für die Bruins. Weltweit bekannt wurde LiAngelo Ball durch seine Verhaftung in China und die danach erfolgte Fürsprache von Donald Trump, die zu seiner Freilassung führte. Der Vorfall führte zur Suspendierung durch die UCLA. Daraufhin wechselte er zum litauischen Verein BC Vytautas.

## Profikarriere
LiAngelo Ball unterschrieb zusammen mit seinem jüngeren Bruder LaMelo Ball im Dezember 2017 einen Vertrag beim litauischen Erstligisten BC Vytautas, wo beide ab Beginn des Jahres 2018 spielen sollten. Sein erster Pflichtspieleinsatz fand am 13. Januar 2018 gegen Lietkabelis Panevėžys statt. Er konnte in diesem Spiel jedoch keinen Punkt bei der Niederlage seiner Mannschaft erzielen. Er verließ vor Beendigung der Saison das Team, um sich auf die Draft in der National Basketball Association (NBA) vorzubereiten. Er schloss sich im Juli 2018 den Los Angeles Ballers der Junior Basketball Association an, die sein Vater gegründet hatte. Er gewann mit dem Verein die Meisterschaft und wurde zum wertvollsten Spieler (MVP) der Finalserie gewählt.

### NBA
LiAngelo hatte erwartet, in der NBA-Draft 2018 ausgewählt zu werden, es entschied sich jedoch kein Team für ihn.
Seit Ende 2019 spielt Ball bei Oklahoma City Blue in der NBA G-League als Trainingsspieler, unterschrieb aber kurz vor dem COVID-19-bedingten Saisonabbruch im März einen Vertrag. Im Dezember 2020 unterschrieb er einen Trainingslager-Vertrag (Exhibit 10 Contract) bei den Detroit Pistons, wurde jedoch vor Saisonbeginn aus dem Kader gestrichen. Im Sommer 2021 wurde Ball von den Charlotte Hornets in ihren NBA-Summer-League-Kader berufen, das Team seines jüngeren Bruder LaMelo.

## Persönliches
LiAngelo Ball wurde im November 2017 in Hangzhou zusammen mit zwei anderen wegen Ladendiebstahls von Sonnenbrillen festgenommen. Nachdem sich US-Präsident Donald Trump persönlich bei seinem chinesischen Amtskollegen Xi Jinping für die Freilassung der drei verhafteten Basketballer eingesetzt hatte, wurden sie wenige Tage später aus der Haft entlassen. Nachdem sich der US-Präsident per Twitter beschwert hatte, dass die drei Spieler ihm nicht dankbar wären, bedankte sich Ball bei Trump. Er wurde jedoch vom Trainer seiner Mannschaft zunächst vorläufig suspendiert, die Universität prüfte zudem weitere Schritte, da Diebstahl gegen ihren Ethikkodex verstoße. Daraufhin verließ Ball auf Betreiben seines Vaters die Hochschule.
Nach der Freilassung eskalierte medienwirksam der Streit zwischen LiAngelos Vater und Donald Trump.
Ball ist liiert mit der Reality-TV-Persönlichkeit Nikki Mudarris und erwartet im Sommer 2023 sein erstes Kind.

## Reality-TV
LiAngelo Ball ist einer der Protagonisten der Reality-TV-Serie Ball in the Family.